# Sidney Robertson Cowell

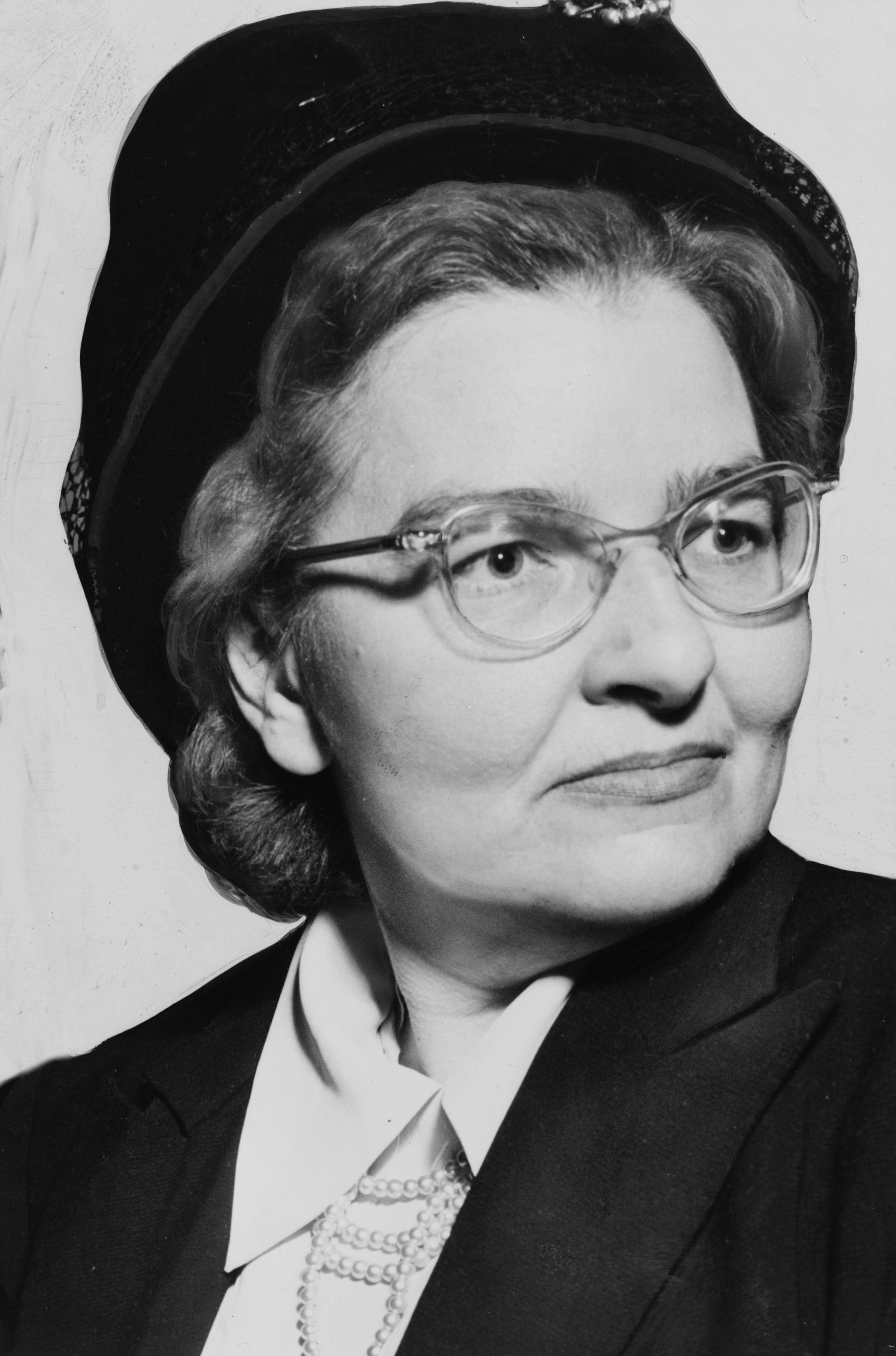
Sidney Robertson Cowell (1948)

Sidney Robertson Cowell (* 2. Juni 1903 als Sidney William Hawkins in San Francisco; † 23. Februar 1995 in Shady, New York) war eine US-amerikanische Ethnografin und Anthropologin. Ihre Aufzeichnungen amerikanischer Volksmusik waren die ersten, die sich nicht ausschließlich mit indigener oder afroamerikanischer Kultur beschäftigten, sondern auch die musikalischen Wurzeln der meist europäischen Einwanderer behandelten.

## Leben
Sidney Hawkins studierte Romanische Sprachen und Philologie an der Stanford University. 1924 heiratete sie ihren ersten Mann, Kenneth Greg Robertson. Von 1924 bis 1925 studierte sie Klavier an der École Normale de Musique de Paris bei Alfred Cortot; gleichzeitig übersetzte sie für ihren Mann, der an der Universität von Paris Psychiatrie studierte. Zudem belegte sie Seminare bei C. G. Jung in Zürich, für den sie auch Korrektur las. Von 1926 bis 1932 unterrichtete Sidney Robertson Musik an der "Peninsula School for Creative Education" in Menlo Park, Kalifornien. Daneben studierte sie Kontrapunkt bei Ernest Bloch und Musik nicht-Europäischer Kulturen sowie Klavier bei ihrem späteren Ehemann Henry Cowell am Konservatorium von San Francisco und bei Charles Koechlin an der University of California, Berkeley. 1933 ließ sich Sidney Robertson von Kenneth Robertson scheiden.
Von 1935 bis 1936 war Sidney Robertson Direktorin des Musikprogramms der Wohlfahrtsorganisation "Henry Street Settlement". Ab 1936 arbeitete sie als Assistentin von Charles Seeger im Musikprogramm der "Resettlement Administration", die sich mit der Umsiedelung verarmter Familien in Planstädte beschäftigte. Ihre Aufgabe war es, zusammen mit John Lomax mittels eines neuartigen tragbaren Aufnahmegeräts Volksmusik in Virginia, Arkansas, Tennessee und North Carolina zu sammeln. 1936 und 1937 war Robertson in den Appalachen und den Ozarks tätig, wo sie unter anderem Aufnahmen in Holzfäller-Camps und den Lagern afroamerikanischer "Chain Gang"-Gefangener machte. Beim vierten National Folk Festival zeichnete sie Volksmusik nordeuropäischen Ursprungs auf. Danach arbeitete sie kurzzeitig bei der Farm Security Administration, einer Nachfolgeorganisation der "Resettlement Administration". Ab dieser Zeit reiste sie bis 1957 immer wieder und oftmals auch allein durch die Vereinigten Staaten und sammelte nach dem von Seeger übernommenen Leitsatz "Zeichne alles auf!" volksmusikalische Aufnahmen. Dabei zeichnete sie sich vor allem dadurch aus, dass sie im Gegensatz zu ihren meist männlichen Kollegen wie Lomax nicht herablassend mit den Volkssängern umging, sondern diese respektvoll behandelte und auch neuere Volksmusikströmungen nicht vernachlässigte.
1938 erhielt Robertson von der Library of Congress und der University of California, Berkeley für ihre Forschungstätigkeit Unterstützung in Form von Schallplattenrohlingen und Büroräumen. Diese Unterstützung ermöglichte es ihr auch, bei der Work Projects Administration, einer im Zuge des New Deal gegründeten Arbeitsbeschaffungsbehörde, um die Förderung eines Projekts zur Sammlung kalifornischer Volksmusik anzusuchen. Das "California Folk Music Project" wurde im Oktober 1938 genehmigt und Robertson erhielt 20 Angestellte zur Unterstützung. 1940 wurde das Projekt aus Mangel an Fördermitteln beendet.
Nach Henry Cowells Inhaftierung wegen Sittlichkeitsverbrechen im Jahr 1936 setzte sich Sidney Robertson für seine Freilassung und Begnadigung ein; Cowell wurde 1940 auf Bewährung entlassen und Sidney heiratete ihn 1941. Ab jener Zeit übernahm sie mehr und mehr organisatorische Aufgaben für ihren Mann, während ihre eigene Forschungstätigkeit nachließ. Zudem unterrichtete sie an der University of Southern California Kurse in Amerikanischer Volksmusikkunde, und unternahm mit ihrem Mann ab 1955 im Auftrag des amerikanischen Außenministeriums und der Rockefeller-Stiftung Reisen nach Europa und Asien, um die dortige Volksmusikkultur zu erforschen. Zwischen 1955 und 1957 wurden einige ihrer Aufnahmen vom Independent-Label Folkways Records veröffentlicht. Nach Henry Cowells Tod im Jahr 1965 setzte sich Sidney Cowell vor allem für die Würdigung seines Lebenswerks ein. 1995 starb Sidney Robertson Cowell in New York. Ihr Nachlass wird in der Library of Congress aufbewahrt.

## Werke
- mit Eleanora Black: The Gold Rush Song Book. The Colt Press, San Francisco 1940.
- mit Alan Lomax: American Folk Song and Folk Lore: A Regional Bibliography. Progressive Education Association, New York 1942.
- mit Henry Cowell: Charles Ives and His Music. Oxford University Press, London; New York 1955.

### Tonaufnahmen
- 1955: Songs from Cape Breton Island (Folkways Records; Sidney Robertson Cowell, Aufnahmen und Produktion; John P. Hughes, Produktion)[12]
- 1956: Wolf River Songs (Folkways Records; Sidney Robertson Cowell, Aufnahmen und Produktion)[13]
- 1957: Songs of Aran (Folkways Records; Sidney Robertson Cowell, Aufnahmen und Produktion)[14]